# Heraldyka

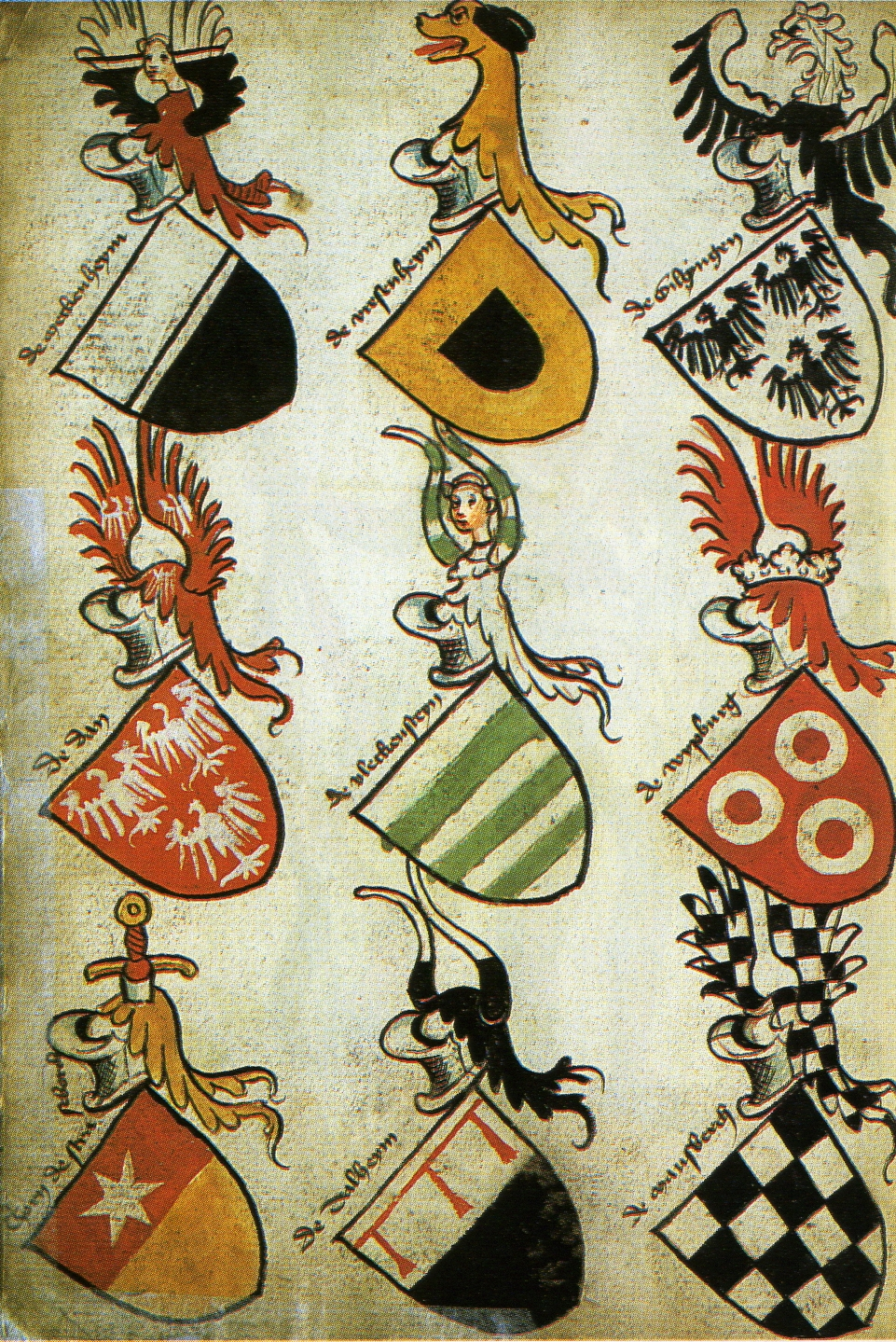
Wizerunki herbów w Hyghalmen Roll z 1485 r.

Heraldyka – jedna z nauk pomocniczych historii, zajmuje się badaniem rozwoju i znaczenia oraz zasadami kształtowania się herbów. Wywodzi się od słowa herold – oznaczającego urzędnika dworskiego, wywołującego nazwiska rycerzy biorących udział w turniejach. W innych językach europejskich nazywana jest podobnie (ang. heraldry, fr. heraldique, niem. Heraldik).
W heraldyce wyróżnia się okres tzw. heraldyki żywej, obejmujący czasy od powstania herbów w XII w. do końca XV w. Herby pełniły wtedy swą pierwotną funkcję identyfikacyjną na polu bitwy, a ewolucja ich wizerunków stanowiła odzwierciedlenie rzeczywistych zmian zachodzących w uzbrojeniu ochronnym rycerstwa.
Heraldyka późniejsza ma dwa zasadnicze działy, w niektórych językach mające osobne nazwy.
- Sztuka heraldyki (niem. Wappenkunst) – będąca zasadniczo działem sztuki lub rzemiosła artystycznego, opartego na gruntownej znajomości wiedzy heraldycznej.
- Heraldyka – nauka (niem. Wappenkunde) – teoretyczna wiedza heraldyczna, obejmująca blazonowanie, przyporządkowywanie herbów ich właścicielom, badanie początków i ewolucji herbów.

Początkowo heraldyka miała za zadanie głównie opisywanie i rozpoznawanie herbów. Historyczna jej strona oparta była w dużej mierze na legendach herbowych lub naiwnej interpretacji symboliki herbów.
Heraldyka jako nauka wykształciła się właściwie w pocz. XIX w. Wtedy dzięki zwróceniu większej uwagi na materiały źródłowe i ich naukowej analizie otrzymano pełniejszy obraz początków herbów i ich rozwoju.

## Historia
Niemal w każdym wieku i na całej kuli ziemskiej, można doszukiwać się charakterystycznych znaków, mających za zadanie odróżnić pewne jednostki lub grupy od pozostałych. Początków powstania czegoś na wzór obecnych herbów można doszukiwać się w Grecji, kiedy to greccy rzeźbiarze, na monetach lub pomnikach, umieszczali wyróżniające ich znaki, można było porównać je do pieczęci czy herbowych znamion. W Afryce wzajemnie zawzięte w nienawiści pokolenia różnych szczepów plemion, odznaczały się na czole i reszcie ciała różnobarwnymi znamionami, porównywalnymi do herbów rodowych, mających za zadanie odznaczeniem się ich krwi od innej. U Gallów i innych północnych ludów, chorągwie i tarcze posiadały znaki osobiste lub znaki odnoszące się do pokoleń, a w Imperium Rzymskim, odpowiednicy dzisiejszej definicji rycerza, na pierścieniach nosili swoje rodzinne znaki.
Niektóre znaki rodzin rzymskich przetrwały do zgaśnięcia ich państwa i przeniosły się do barbarzyńców osiadłych na rzymskich prowincjach, prowincje te zamieniały się z czasem w nowe państwa. Przez wpływy chrześcijaństwa stopniowo rozpoczęto wymieniać znaki pogańskie na krzyże, chrystogramy, naczynia kościelne, znamiona dostojności kościelnych, wizerunki świętych z ich atrybutami (z kluczami świętego Piotra, z mieczem świętego Pawła, z bykiem świętego Marka itp.).
Wraz z kształtowaniem się ustroju feudalnego u Franków od 888 roku, niewiadomym sposobem, zaczęły na nowo pojawiać się zapadłe w zapomnienie znaki pogaństwa. Panowie świeccy i duchowni, mieścili je na swych chorągwiach, budowach, tarczach, pieczęciach, monetach, jako znamiona swych hrabstw lub diecezji, znaki te połączyły się i pomieszały z chrześcijańskimi. Z niektórymi znakami tego rodzaju, ruszyli w 1099 roku rycerze na wojny krzyżowe, dla odzyskania Ziemi Świętej. Wówczas każdy rycerz sam starał się odznaczyć swym symbolem, co doprowadzało do powstania coraz większej ilości symboli.
W czasach późniejszych, rycerze rozpoczęli przybierać swoje własne godła. Działo się to chociażby, kiedy wybierali się na przeróżne turnieje rycerskie, lub w momencie czyszczenia krain z ewentualnych łotrów. Precedens ten rozpoczęli Frankowie, Normanowie, Lotaryngowie i Belgowie, a Hiszpania, Włochy, Niemcy rozwijały ten obyczaj na swoje sposoby.
W następstwie tych precedensów zaczęły tworzyć się pierwsze herby, zarówno krajów, jak i rodzin czy pojedynczych osób. Stopniowo godła miejscowe zaczęto przekształcać w herby miast, prowincji, gmin, krain i państw. Takie godła jak orzeł i lew – oznaki panowania i mocy – zostały zamienione na herby licznych księstw i królestw.
Herby na tarczy herbowej (fr. écu, écusson) istniały już w XII wieku, bo w tym wieku we wszystkich krajach europejskich zaczęły się ukazywać na pieczęciach. Wtedy też pojawiły się na monetach we Flandrii i Brabancji, zaś z początkiem XIII wieku ukazały się w Lotaryngii skąd przeszły do różnych hrabstw Francji.
W XIII i XIV wieku herby wiodły rycerzy do walki pod zawołaniami (fr. cri de guerre). Szykując się pod proporce stronnictw walczących, rycerze kumali się nieraz z przywódcami boju, zmieniając swe herby, godła i hasła.

## Działy heraldyki

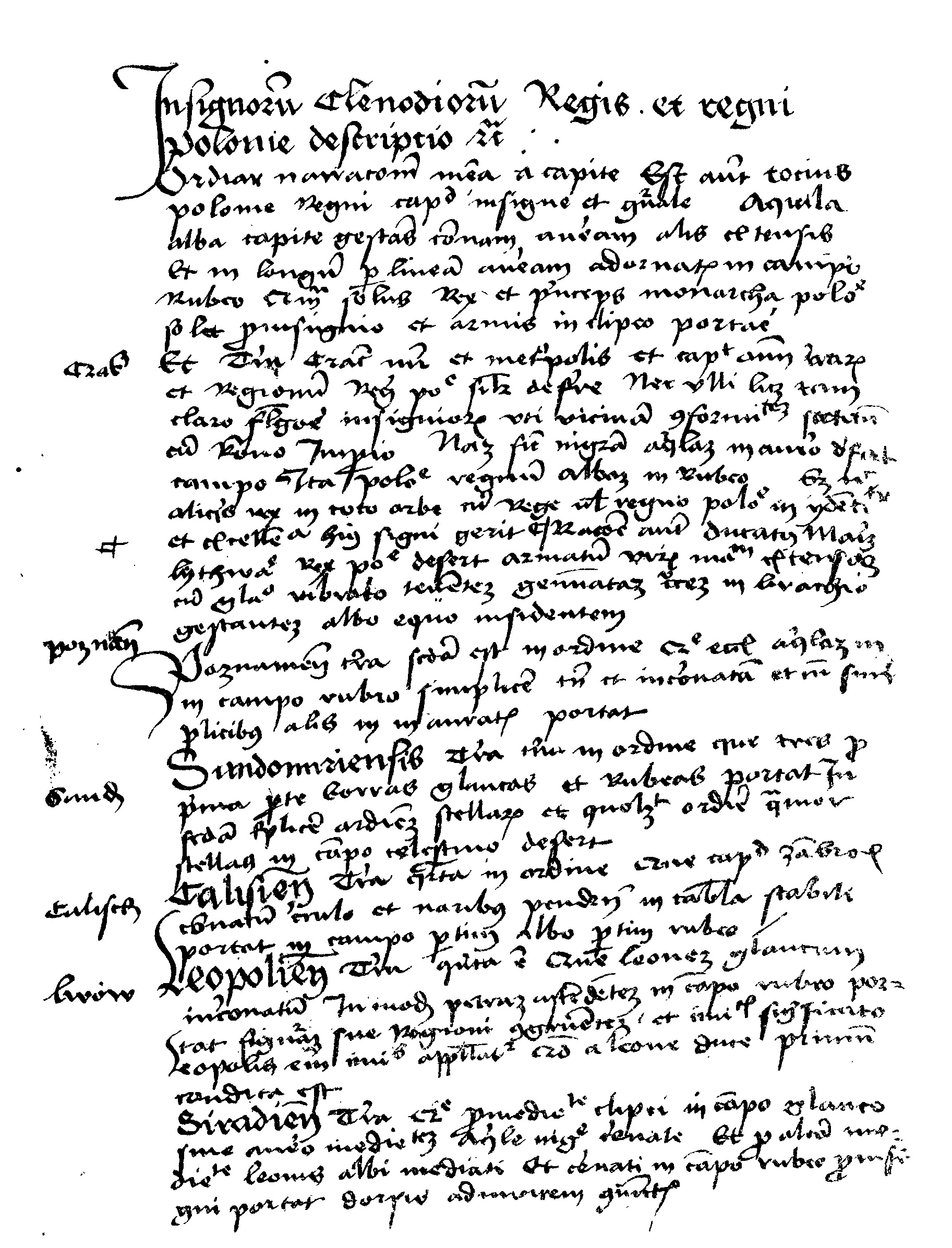
Łaciński rękopis Insignia seu clenodia Regis et Regni Poloniae z lat 1464–1480.

### Heraldyka Polska
Pierwszym zachowanym polskim źródłem opisującym polskie herby jest spisany w latach 1464–1480 przez Jana Długosza rękopis Insignia seu clenodia Regis et Regni Poloniae .
Jedne z pierwszych prac dotyczących heraldyki w Polsce napisał w XVI w. Bartosz Paprocki. Duże zasługi w zakresie heraldyki mieli także Szymon Okolski oraz Kasper Niesiecki. Według zasad nowożytnych nauk historycznych prace na ten temat publikował Joachim Lelewel. Wybitnymi polskimi heraldykami XIX w. i pocz. XX w. byli m.in. Franciszek Piekosiński, Juliusz Karol Ostrowski, Zbigniew Leszczyc czy Wiktor Wittyg. W okresie międzywojennym prócz wysokiego poziomu prezentowanego przez naukowców heraldyków, pojawiło się wiele publikacji amatorskich lub komercyjnych, niekiedy nierzetelnych z historycznego punktu widzenia.
W okresie PRL-u nauczanie heraldyki funkcjonowało właściwie tylko w formie marginalnej na wydziałach historycznych wyższych uczelni. Wydawanie podręczników i literatury z tej dziedziny było bardzo ograniczone, prace współczesnych heraldyków wydawane były w niewielkich nakładach jako skrypty akademickie lub nie były publikowane. Lepiej przedstawiała się sytuacja na emigracji, gdzie wybitni polscy heraldycy – Adam Heymowski w Sztokholmie, Szymon Konarski i Bogdan Klec-Pilewski w Paryżu publikowali liczne prace naukowe. Zaniedbania w zakresie kształcenia kadr heraldyków uwidaczniają się obecnie w postaci licznych niepoprawnych heraldycznie herbów przyjmowanych przez organa władzy samorządowej.
Próbę poprawy wiedzy heraldycznej w społeczeństwie podejmuje od lat Polskie Towarzystwo Heraldyczne (PTH), organizacja skupiająca zarówno naukowców, jak i heraldyków amatorów.

#### Heraldyka kaszubska
Herby szlachty kaszubskiej podzielić można na cztery grupy pod względem pochodzenia narodowego: herby pruskie, polskie, zachodnie (niemieckie, śląskie, zachodniopomorskie) oraz rodzime herby kaszubskie.
Cechą charakterystyczną kaszubskiej heraldyki jest zmienność herbów nawet w obrębie bliskich krewnych z tego samego rodu. Wiele rodów występujących w 1570 roku z jednym herbem w latach późniejszych notowani są z innymi herbami. Przykładem są Zapędowscy, notowani najpierw z herbem własnym, potem z odmianą herbu Sas Pruski. Przyczyn tego stanu rzeczy jest kilka. Po pierwsze, herb nie zawsze był związany z rodem, oznaką szlacheckości było samo posiadanie herbu, niekoniecznie identycznego jak krewni. Szlachta kaszubska składała się w dużej mierze z tzw. panków (dy panen), często siedzących na drobnych działach w jednej wsi. Pankowie byli często niepiśmienni i nie interesowali się kształtem herbu, tylko samym faktem posiadania herbu. Drugą przyczyną zmienności herbów mogła być zwykła niewiedza w czasie legitymacji szlachectwa, bądź celowe przywłaszczanie herbu możniejszego rodu. Kolejną praktyką było używanie tzw. „pieczęci przyjacielskich”, tj. sygnowanie dokumentów pieczęcią sąsiada bądź przyjaciela wobec braku własnej. W końcu rodziny osiadając w nowych dobrach, przyjmowały nierzadko nowe nazwisko odmiejscowe, a razem z nim nowy herb.

## Heraldyka współcześnie
Współcześnie heraldyka funkcjonuje nadal w charakterze sztuki użytkowej, lecz często niewiele ma wspólnego z przyjętymi normami konstruowania herbów (porównaj: blazonowanie). Cechuje się ona tworzeniem herbów przez przypadkowe osoby na potrzeby własne bądź zlecenie różnych instytucji, zazwyczaj pożytku publicznego: (gmin, zrzeszeń, stowarzyszeń). W niektórych krajach o dużych tradycjach heraldycznych – m.in. w Wielkiej Brytanii nauka i sztuka heraldyczna, zwłaszcza związana z oficjalnymi urzędami heroldii stoi na bardzo wysokim poziomie. Z racji wciąż żywego zainteresowania herbami w wielu krajach świata, heraldyka narażona jest jako nauka na komercjalizację. W wielu krajach, także w Polsce powstają nierzetelne firmy, podające się za naukowe instytucje lub organizacje, które w celu zarobkowym wydają niepoprawne historycznie, często wręcz świadomie zafałszowane dyplomy herbowe, odszukują nieistniejące herby lub przypisują herby rodzinom, bez odpowiednich badań źródłowych i archiwalnych.
Istnieją także instytucje, które zajmują się tworzeniem nowych herbów, działające w zgodzie z regułami heraldyki, rzetelne od strony plastycznej i wiedzy historycznej. W monarchiach są to najczęściej heroldie, w innych państwach organizacje o charakterze stowarzyszeń.

## Elementy herbu
- Klejnot
- Zawój
- Korona
- Labry
- Hełm
- Korona rangowa
- Trzymacze
- Figura heraldyczna
- Godło
- Tarcza
- Order
- Postument
- Dewiza
- Podpory
- Tarcza sercowa

## Źródła
Jednym z podstawowych narzędzi heraldyki jest blazonowanie, czyli język opisu herbów, zaś podstawowym materiałem do badań są zachowane do dzisiaj role herbowe, herbarze, wizerunki herbów na pieczęciach, monetach, freskach, drzeworytach, obrazach, płytach nagrobnych i innych zabytkach.